# Suncho Corral
Suncho Corral – miasto w Argentynie, w prowincji Santiago del Estero, stolica departamentu Juan Felipe Ibarra.
Według danych szacunkowych na rok 2010 miejscowość liczyła 7 201 mieszkańców.